# Míkonos
Míkonos o Míconos (en grec: Μύκονος, AFI [míkonos]) és una illa grega que pertany al grup de les Cíclades; és situada entre Tinos, Siros i Naxos. Té una superfície de 86 km², una població d'uns 10.000 habitants (2011) i una altitud màxima de 364 m. Administrativament, formava part de l'antiga i la ja desapareguda prefectura de les Cíclades, però a partir de l'1 de gener del 2011 constitueix una de les 74 unitats perifèriques de Grècia.
Es tracta, juntament amb Santorí, d'una de les dues illes més populars com a destinació turística, amb molts de visitants de la jet-set internacional i, en conseqüència, té molta més pressió humana que la resta de veïnes. Els seus atractius principals són les platges, la vida nocturna i la proximitat a l'illa de Delos, amb els seus importants jaciments arqueològics. Darrerament el turisme massiu a Míconos rep crítiques per la degradació que ocasiona al medi ambient de l'illa. Míconos està connectada per vaixell amb el Pireu, Tessalònica i la major part d'illes de la mar Egea. La localitat principal és la vila de Míconos, anomenada també Khora (grec: Χώρα, 'capital'), a la costa occidental.

## Història
Segons el mite, Míconos fou l'indret on va tenir lloc la batalla entre Zeus i els gegants, i també es deia que era el lloc on Hèracles havia derrotat els gegants. És probable que l'origen d'aquesta llegenda derivi del fet que la geologia de l'illa és granítica, i als cims dels turons guaiten blocs immensos d'aquesta pedra que pogueren evocar la forma dels gegants. També es deia que hi havia mort Àiax Oileu, i a l'antiguitat s'hi mostrava la seva tomba.
L'illa era poblada per jonis. En la Primera Guerra mèdica (492-490 aC), els perses envaïren l'illa, però després de la victòria dels grecs, caigué sota la influència dels atenesos i passà a formar part de la Lliga de Delos. Posteriorment, cap al 370 aC, continuava lligada a Atenes per mitjà d'una nova lliga naval.
El Periple de Pseudo-Escílax diu que a l'illa hi havia dues polis, però no se'n coneix el nom. Sembla que ja de ben antic varen conformar una federació, i al segle iii aC estaven completament unificades en una de sola. Tampoc no es coneix la localització dels seus centres urbans, però és probable que una fos a l'actual Khora i l'altra al Paleokastro d'Ano Mera.

## Imatges

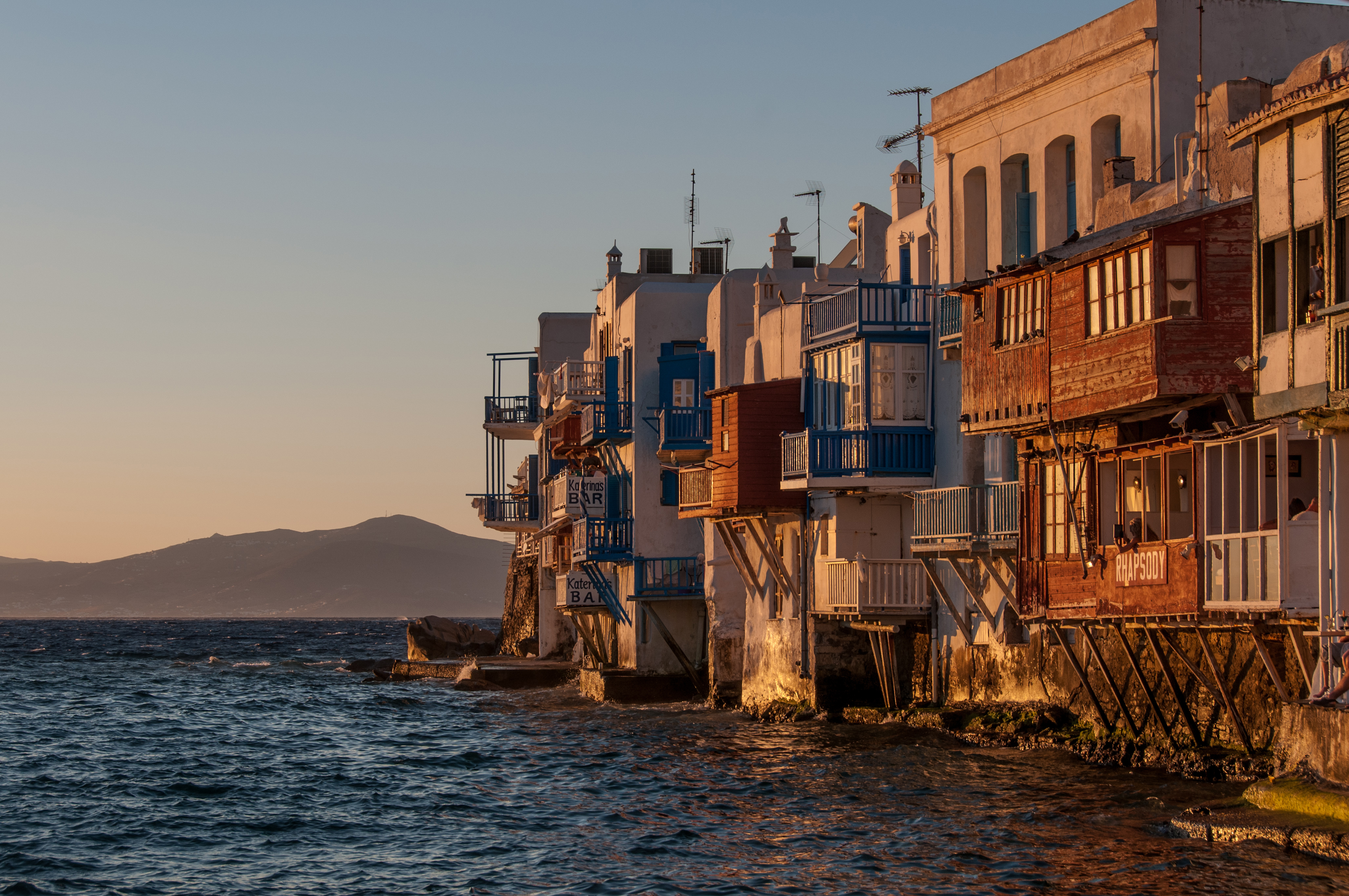
Posta de sol
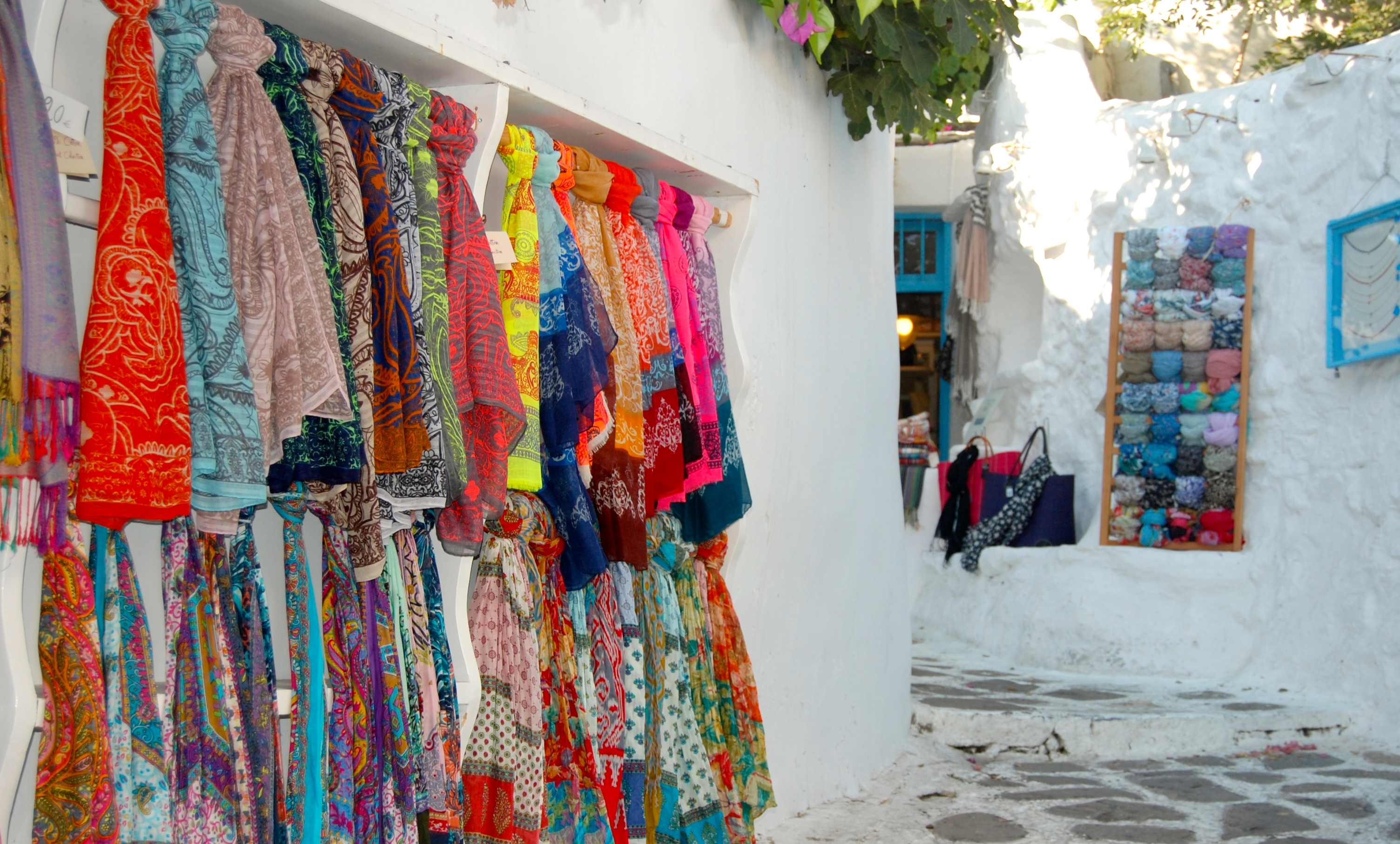
Paradeta de mocadors en un carreró del poble de Míkonos (Khora)
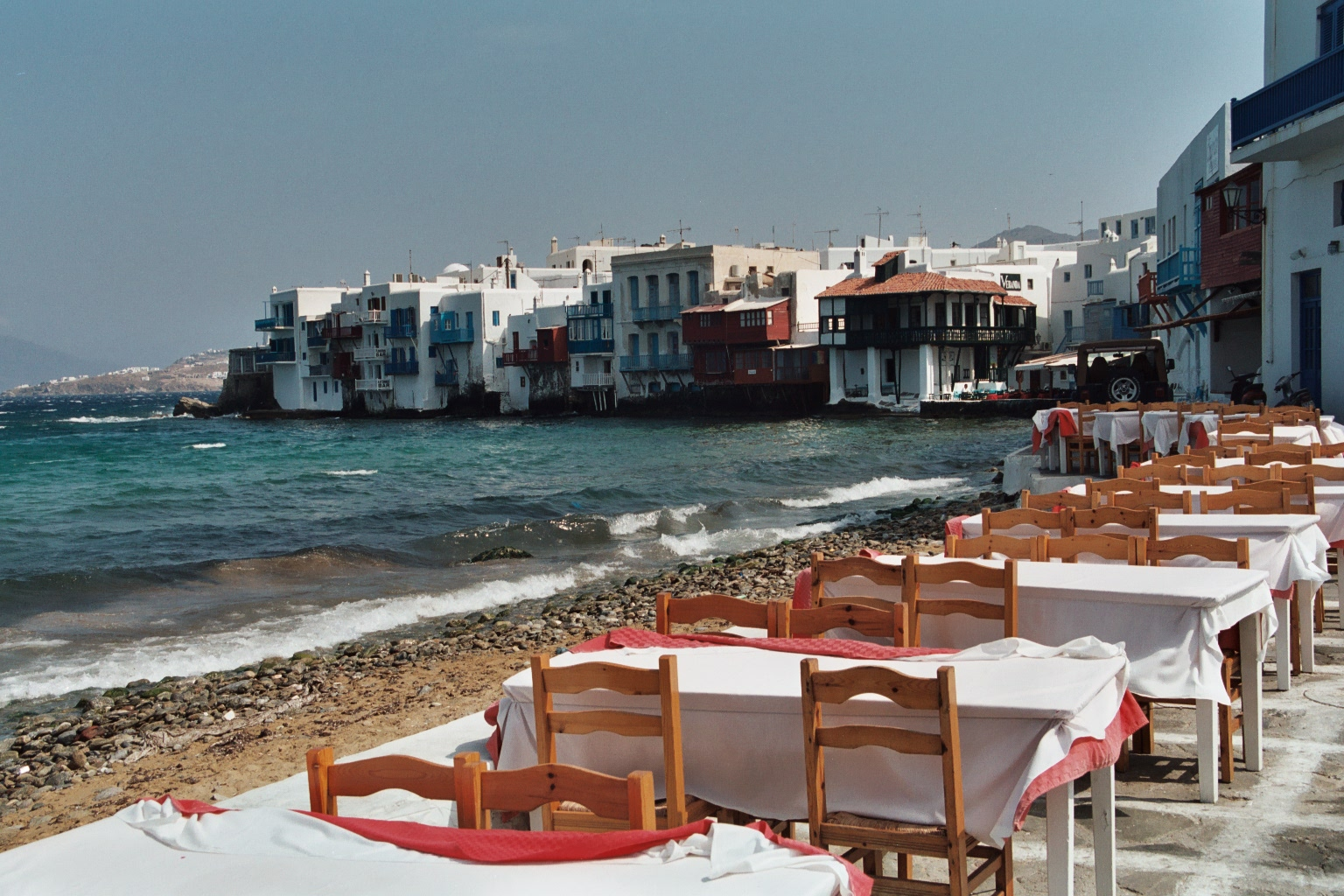
La petita Venècia de Míkonos
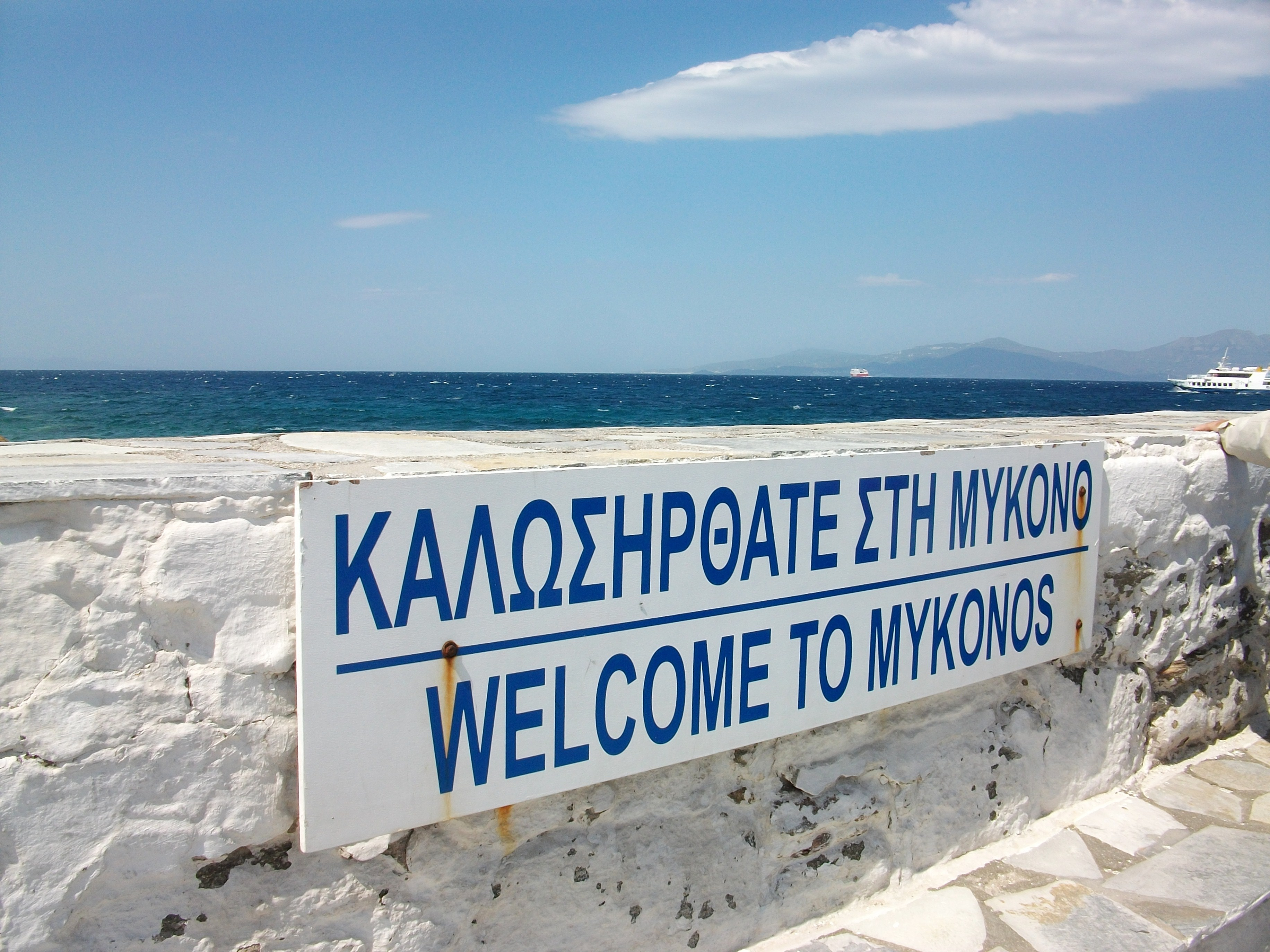
Cartell de benvinguda al port de l'illa
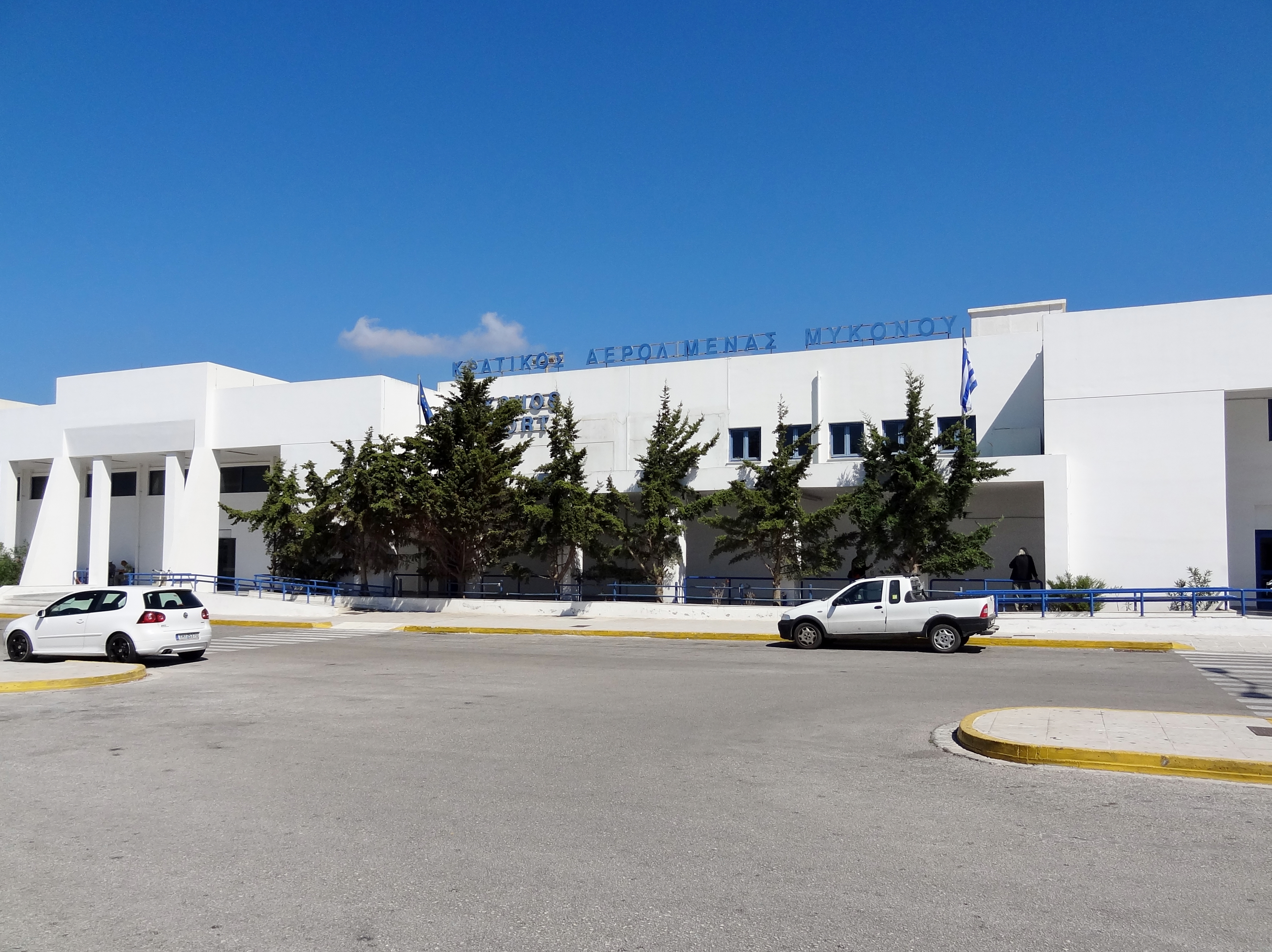
Aeroport de Míkonos